# Philenoptera
Philenoptera Hochstetter ex A. Richard – rodzaj roślin z rodziny bobowatych (Fabaceae). Obejmuje 11 gatunków. Zasięg rodzaju obejmuje niemal całą Afrykę bez jej północnych krańców i Madagaskaru.

## Systematyka
Pozycja systematyczna
Jeden z rodzajów plemienia Millettieae z podrodziny bobowatych właściwych (Faboideae) z rodziny bobowatych (Fabaceae) należącej do rzędu bobowców (Fabales) reprezentującego dwuliścienne właściwe.
Wykaz gatunków
- Philenoptera bussei (Harms) Schrire
- Philenoptera cyanescens (Schumach. & Thonn.) Roberty
- Philenoptera eriocalyx (Harms) Schrire
- Philenoptera kanurii (Brenan & J.B.Gillett) Schrire
- Philenoptera katangensis (De Wild.) Schrire
- Philenoptera laxiflora (Guill. & Perr.) Roberty
- Philenoptera nelsii (Schinz) Schrire
- Philenoptera pallescens (Welw. ex Baker) Schrire
- Philenoptera sutherlandii (Harv.) Schrire
- Philenoptera violacea (Klotzsch) Schrire
- Philenoptera wankieensis (Mendonça & E.P.Sousa) Lock